# Dinastía Deva
La dinastía Deva (দেব রাজবংশ, establecida entre los siglos XII y XIII) fue una dinastía hinduista que se originó en la región de Bengala del subcontinente indio. La dinastía gobernó Bengala Oriental después de la dinastía Sena. La capital de la dinastía fue Bikrampur en el actual distrito de Munshiganj de Bangladés.

## Historia
Esta dinastía hinduista Vaishnava es diferente de una anterior dinastía budista Dabnyawatti (c. siglos VIII-IX) de Samatata, cuya capital era Danyawatti. Se conocen cuatro gobernantes de esta dinastía por las inscripciones: Shantideva, Viradeva, Anandadeva y Bhavadeva. El gobierno de los Devas fue, de hecho, un período de paz, prosperidad y excelencia creativa, y puede ser designado como la 'Edad de Oro'.

### Gobernantes
Las principales fuentes de la historia de esta dinastía son las tres inscripciones en placa de cobre de Damodaradeva emitidas en los años 1234, 1236 y 1243, que fueron durante los años 4, 6 y 13 de reinado. Aunque existen muchos mitos sobre esta dinastía, ninguno fue probado mediante pruebas precisas. Los primeros tres gobernantes se conocen por están inscritas en placa de cobre de Chittagong de Damodaradeva datada en 1243. El primer gobernante de esta dinastía fue Purushottamadeva, que ascendió desde la posición de jefe de aldea (gramani). Su hijo Madhumathana o Madhusudanadeva fue el primer gobernante independiente de esta dinastía, que asumió el título de nripati. Fue sucedido por su hijo Vasudeva y este fue sucedido por su hijo Damodaradeva. 
Damodaradeva (reinó de 1231 a 1243) fue el gobernante más poderoso de esta dinastía. Tomó el título de Ariraja-Chanura-Madhava-Sakala-Bhupati-Chakravarti. Las evidencias de las inscripciones muestran que su reino se extendió hasta la actual región de Comilla-Noakhali-Chittagong. Un gobernante posterior de esta dinastía, Ariraja-Danuja-Madhava Dasharathadeva, extendió su reino hasta Bikrampur y la convirtió en su capital. Yahya bin Ahmad en su Tarikh-i-Mubarak Shahi mencionó que él (referido aquí como Danuj Rai de Sonargaon) hizo una alianza con Ghiyas ud din Balban en 1281. Su hermano Bikramaditya Deva se trasladó más tarde al lado este del reino en 1294. Esta es la última historia registrada de esta dinastía.

## Arquitectura
El poder de la dinastía Deva se ha puesto de relieve en las tres enormes instalaciones de los monasterios budistas vihara de Shalban Ananda y Bhoj, la gran estupa de Kutila Mura y los templos de Itakholamura y Rupban Mura. En particular, todos los monasterios son aproximadamente del mismo tamaño, forma y con características comunes. Tienen forma cuadrangular como un fuerte de la ciudad con una enorme muralla defensiva y una única entrada segura. En medio se encuentra el templo central.